# Verfassung des Kantons Basel-Landschaft

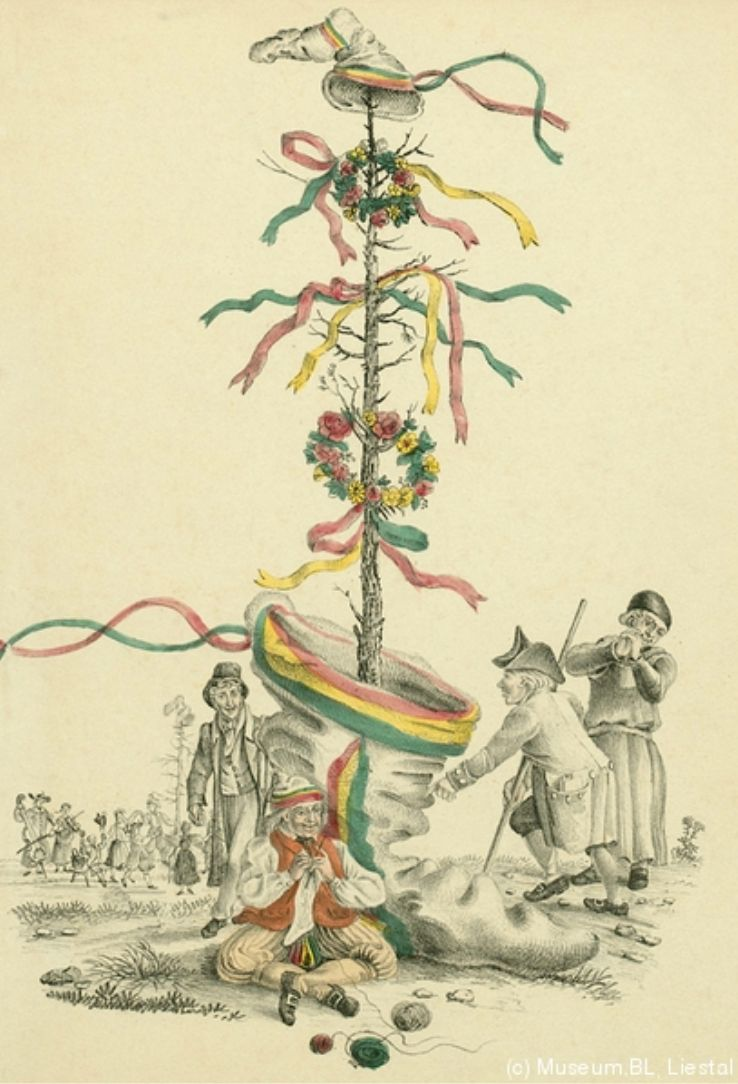
Freiheitsbaum von Binningen BL 1832, Karikatur von Ludwig Adam Kelterborn

Die Verfassung des Kantons Basel-Landschaft beschreibt die rechtliche Grundordnung des Schweizer Kantons Basel-Landschaft. Als Kantonsverfassung legt sie das Fundament des kantonalen Staats- und Verwaltungsrechts. Die heute gültige Verfassung datiert vom 17. Mai 1984 und trat am 1. Januar 1987 in Kraft.
Nach der Basler Kantonstrennung im Jahr 1832 spielte das neu entstandene Staatswesen eine führende Rolle bei der Entwicklung der direkten Demokratie in der Schweiz, konkret beim Ausbau der Volksrechte auf Staats- und Gemeindeebene und bei der Konkretisierung der Volkssouveränität. Basel-Landschaft führte mit seiner ersten Kantonsverfassung als zweiter Kanton überhaupt (nach St. Gallen im Jahr zuvor) das Volksveto ein. Obwohl sich das Veto in seiner Ausgestaltung von demjenigen in St. Gallen unterschied, entfaltete es während der Regeneration für die Entwicklung der direkten Demokratie in der Schweiz eine grosse Wirkung. Mit dem Veto und besonders mit dem 1863 an seiner Stelle eingeführten obligatorischen Referendum besass Basel-Landschaft eine eigentliche Vorreiterrolle. Kein anderer Kanton kannte damals eine derartige Vielfalt direktdemokratischer Rechte.

## Aktuelle Verfassung

### Aufbau und Inhalt
Gegliedert ist die Verfassung in die Präambel und in zehn Abschnitte mit insgesamt 157 Paragraphen. Aus Gründen der Übersichtlichkeit sind mehrere Abschnitte weiter in Unterabschnitte gegliedert.
| Präambel 1 Allgemeine Bestimmungen 2 Persönliche Rechte und Pflichten 3 Volksrechte 3.1 Stimmrecht 3.2 Volkswahlen 3.3 Volksinitiative 3.4 Volksabstimmungen 3.5 Mitwirkung bei der Meinungsbildung 3.6 Sicherung der Volksrechte 3.7 Ausführungsbestimmungen 4 Gliederung des Kantons 4.1 Kantonsgebiet und Hauptort 4.2 Bezirke und Kreise 4.3 Gemeinden | 5 Kantonale Behörden und ihre Funktion 5.1 Allgemeine Bestimmungen 5.2 Landrat 5.3 Regierungsrat und Verwaltung 5.4 Gerichte 5.5 Ombudsman 6 Öffentliche Aufgaben 6.1 Grundsätze 6.2 Öffentliche Sicherheit und Katastrophenvorsorge 6.3 Bildung und Kultur 6.4 Soziale Sicherheit 6.5 Gesundheit 6.6 Umwelt und Energie 6.7 Raumordnung und Verkehr 6.8 Wirtschaft 7 Finanzordnung 8 Staat und Kirchen 9 Revision der Verfassung 10 Übergangsbestimmungen |

### Besondere Merkmale
Die Präambel besitzt einen Gottesbezug und beruft sich auch auf die Verantwortung vor Mensch, Gemeinschaft und Umwelt. In Paragraph 3 wird die Bereitschaft erklärt, zur Erfüllung gemeinsamer oder regionaler Aufgaben die Zusammenarbeit mit den Behörden anderer Kantone – insbesondere Basel-Stadt, Aargau, Solothurn und Jura – der Gemeinden in der Region und des benachbarten Auslands zu verstärken. Der ausführliche Grundrechtekatalog entspricht im Wesentlichen jenem der Bundesverfassung (wenn auch mit abweichender Formulierung); er enthält zusätzlich ein Rückwirkungsverbot für Erlasse, wenn diese zeitlich übermässig zurückgreifen oder zu einer unverhältnismässigen Belastung führen (Paragraph 11).
Dem fakultativen Referendum unterstellt sind gemäss Paragraph 31 verbindliche Planungsbeschlüsse des Landrates von grundsätzlicher Bedeutung, Beschlüsse des Landrates über neue einmalige Ausgaben von mehr als einer Million Franken oder über neue jährlich wiederkehrende Ausgaben von mehr als 200'000 Franken sowie Gesetze und Staatsverträge mit gesetzeswesentlichem Inhalt, die von mehr als vier Fünftel der Landräte beschlossen wurden. In diesen Fällen können 1500 Stimmberechtigte eine Volksabstimmung herbeiführen. Alle übrigen Gesetzesänderungen und Staatsverträge sowie sämtliche Verfassungsänderungen sind gemäss Paragraph 30 dem obligatorischen Referendum unterstellt.

## Historische Entwicklung

### Helvetische Revolution und Gleichheitsurkunde
Das Birseck wurde 1792 zusammen mit dem restlichen Fürstbistum Basel von den Franzosen besetzt und bildete zunächst einen Teil der Raurakischen Republik. Ab 1793 gehörte es zum französischen Département Mont-Terrible, ab 1800 zum Département Haut-Rhin.
Am 15. Januar 1798, vier Wochen nach der militärischen Besetzung des südlichen Teils des Fürstbistums durch die Franzosen, erliessen die «Ausschüsse» der Basler Landschaft einen Aufruf, der sich auf das moderne Naturrecht abstützte: Bürger! Ihr wisst, dass das Landvolk seine natürliche Freyheit fordert, ein Recht, das von Gott und der Natur jedem Menschen angebohren ist. Zwei Tage später brach die Helvetische Revolution aus und in Liestal wurde der erste Freiheitsbaum der Schweiz errichtet. Die baselstädtische Obrigkeit (Bürgermeister, Klein- und Grossräte des eidgenössischen Freistandes Basel) beeilte sich in der grossen Ratsversammlung vom 20. Januar 1798 die sogenannte «Gleichheitsurkunde», in der die vier Punkte der Liestaler Forderungen vom 13. Januar übernommen wurden, zu verabschieden. Sie gewährte damit sämtlichen Gemeinden der Landschaft vollumfängliche Freiheits- und Gleichheitsrechte. Gleichentags stand auch auf dem Basler Münsterplatz ein Freiheitsbaum.

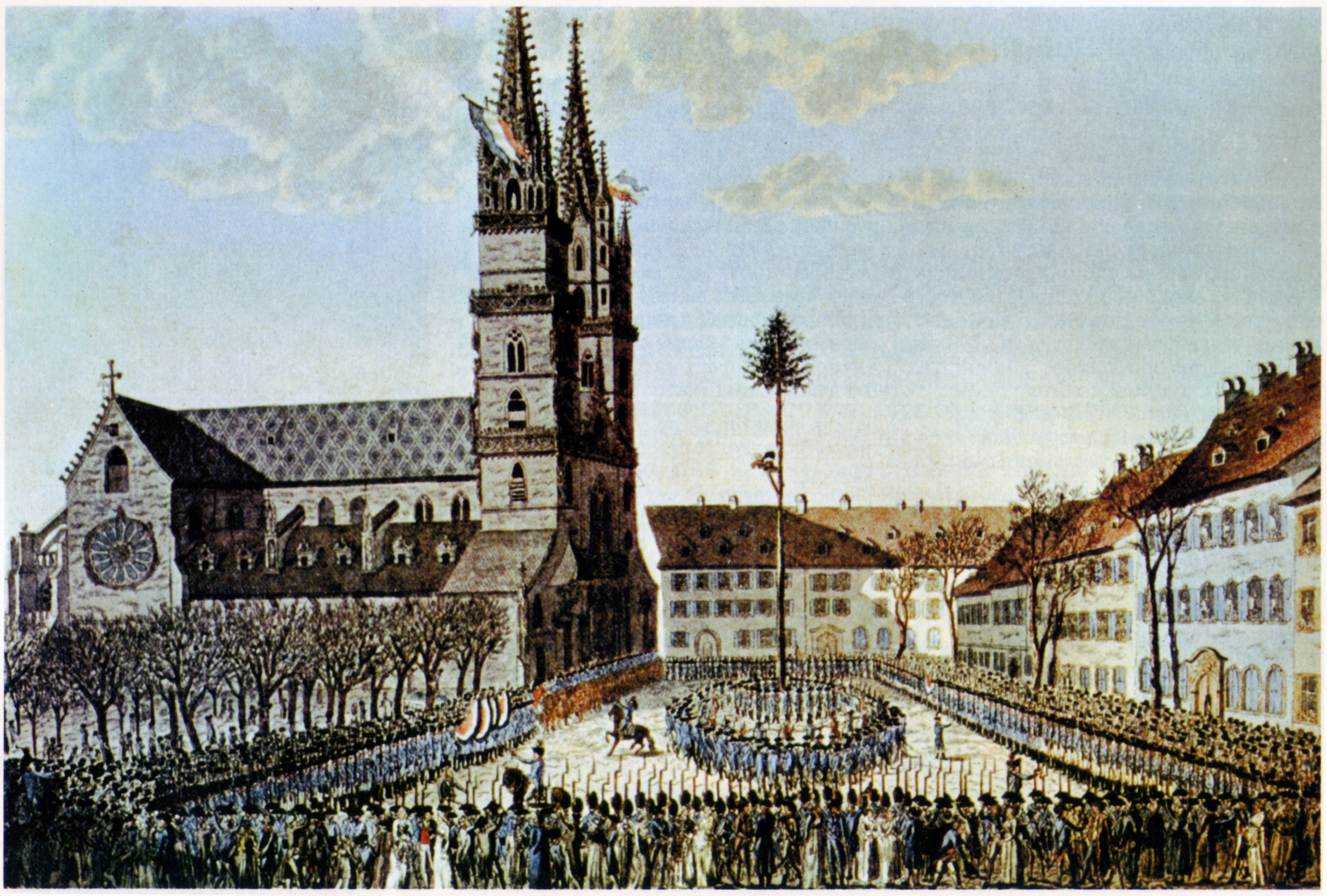
Errichtung des Freiheitsbaumes auf dem Basler Münsterplatz am 20. Januar 1798

Die in die Gleichheitsurkunde übernommenen Forderungen lauteten:

„1. Dass sie entschlossen sind, Schweizer zu bleiben. (mit «sie» sind sämtliche Gemeinden der Landschaft Basel gemeint.)
2. Dass sie wollen Freiheit, Gleichheit, die heiligen unverjährbaren Rechte des Menschen, und eine Verfassung, wozu Repräsentanten aus dem Volk gewählt werden.
3. Enge Vereinigung der Stadtbürger mit den Landbürgern, als zu einem Körper gehörend, welche gleiche Rechte und gleiche Freiheit zu geniessen haben, und
4. Unverzüglich eine Volksversammlung begehren, wozu von Stadt und Land, nach zu bestimmenden Regeln, z. B. von fünfzig Bürgern einer erwählt würde, welche den zu bestimmenden Gesetzen für die Zukunft vorläufig beiwohnen könnten“

### Der erste Aufstand als Revolution der Regenerationszeit
Als Folge des Franzoseneinfalls regierte im Kanton Basel daraufhin eine Nationalversammlung, in der je 20 indirekt gewählte Vertreter der Stadt und der Landschaft sassen. Bereits am 20. April 1798 löste sie sich mit dem Inkrafttreten der helvetischen Verfassung auf. Während der Zeit der Helvetischen Republik war Basel wie alle anderen Kantone eine reine Verwaltungseinheit. Nach dem Zusammenbruch des Staates erliess Napoleon Bonaparte am 19. Februar 1803 die Mediationsakte, zu der auch eine neue Verfassung für den Kanton Basel gehörte. Im 135-köpfigen Grossen Rat waren Stadt und Landschaft ungefähr gemäss ihrer Bevölkerungszahl vertreten, dem 25-köpfigen Kleinen Rat (Exekutive) gehörten jedoch nur acht Vertreter der Landschaft an. Im Zuge der Restauration nach dem Ende der französischen Herrschaft erlangte die Stadt mit der Verfassung vom 4. März 1814 ihre Vormachtstellung zurück; so stellte sie neu 90 der 150 Grossräte. Mit der Unterzeichnung der Vereinigungsurkunde am 7. November 1815 stiessen am 28. Dezember 1815 die Birsecker Gemeinden zum Kanton. Entsprechend wurde der Grosse Rat am vier Sitze vergrössert.
Obwohl es in der Gleichheitsurkunde hiess, dass die alten Verhältnisse zwischen Stadt und Land nie mehr wiederhergestellt werden sollen, trat dies zu einem grossen Teil wieder ein. Als die Unzufriedenheit über diesen Zustand in der Bevölkerung wuchs, verfasste Stephan Gutzwiller, Advokat und Mitglied des Grossen Rates, unter dem Eindruck der französischen Julirevolution eine Bittschrift für eine neue Verfassung an die städtischen Oberen. Sie wurde am 18. Oktober 1830 von 40 heimlich in Bad Bubendorf versammelten Landbürgern beschlossen und acht Tage später mit 810 Unterschriften dem Basler Bürgermeister Johann Heinrich Wieland überreicht. In der Bittschrift bezog sich Gutzwiller auf die Gleichheitsurkunde, die als Kopie beilag. So wurde die Revolution der «Patrioten» von 1798 im Baselland wie in anderen Kantonen zu einem zentralen Bezugspunkt für die Revolutionen ab 1830. Die Bittschrift signalisierte klar, dass man bereit war, das gemeinsame Band mit der Stadt zu erneuern, aber nicht um jeden Preis:

„In dieser Aufhebung der Gleichheit und der rechtswidrigen Art wie es geschehen ist, erblicken wir die völlige Zernichtung der heiligsten durch die Natur, durch Urkunden, und durch die feierlichsten zu Gott geschwornen Eide uns zugesicherten Rechte; wir erblicken darin die Aufhebung des Bandes, welches früher Stadt und Land zu einem Körper vereinigte; wir erblicken darin endlich den Keim des Zwiespaltes zwischen Stadt und Landschaft, welche bei jeder äussern und innern Veranlassung sich regen, und früher oder später unser gemeinsames Vaterland dem Verderben entgegenführen müsste“

Die Bittschrift Gutzwillers und seiner Mitstreiter ging nicht über die «Gleichheitsurkunde» von 1798 hinaus, da diese bereits alle demokratierelevanten Inhalte umfasste. Sie argumentierten im Sinne der Urkunde, dass aufgrund der Menschenwürde sämtlichen Gemeinden der Landschaft eine glückliche Freiheit und Gleichheit für jedermann zu gewähren seien. Mit den Begriffen Menschenwürde und Gemeinden knüpften sie an das moderne Naturrecht nach Samuel von Pufendorf und die genossenschaftliche Verfassung aller Gemeinden an, zwei wichtigen Bausteinen für die Demokratisierung in der Schweiz.

### Basler Kantonstrennung

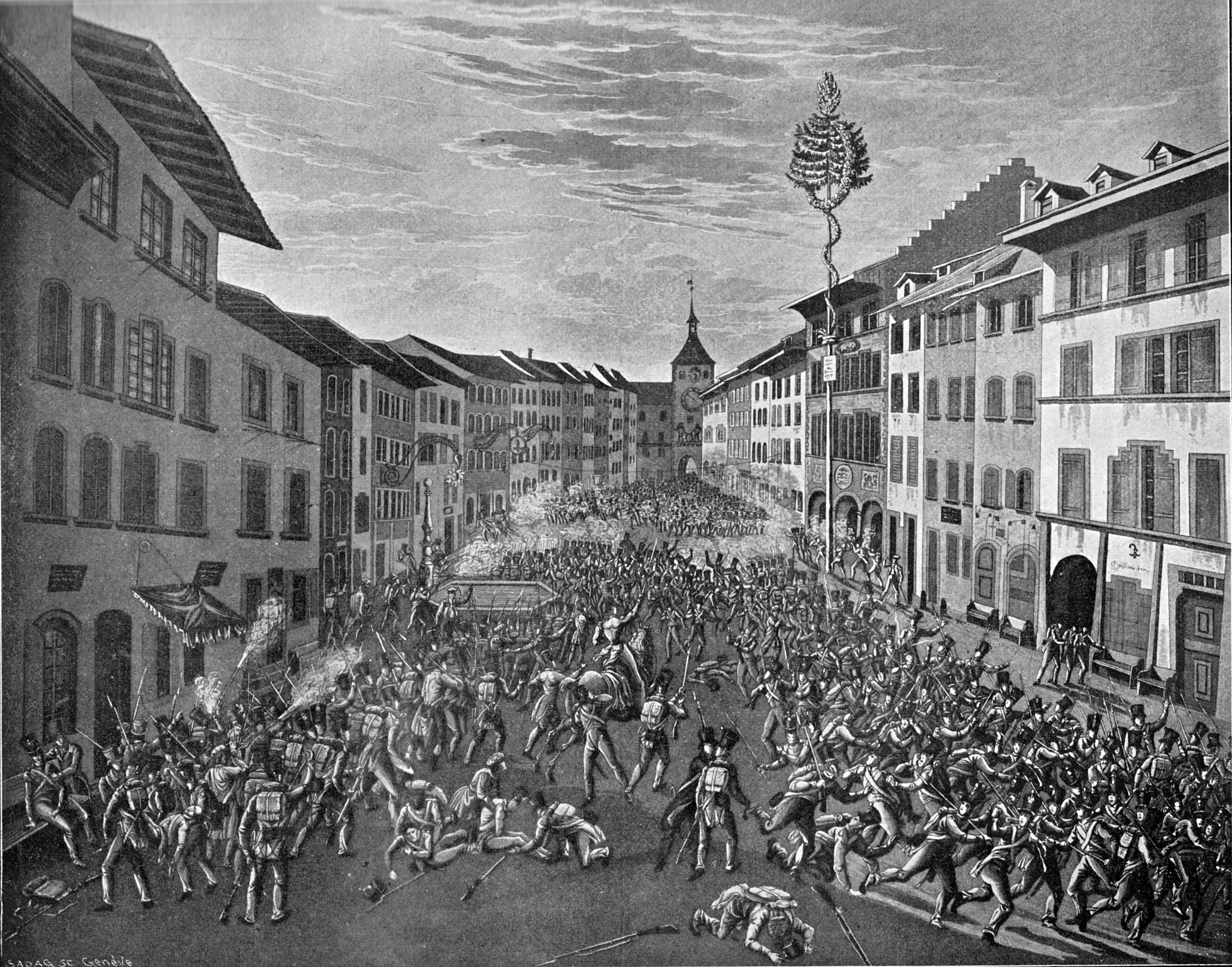
Strassenkampf in Liestal zwischen Truppen der Stadt Basel und Verbänden der Landschaft (1831)

Auf den revolutionären Druck hin nahm der Grosse Rat die bereits in Ansätzen seit 1829 diskutierte Verfassungsrevision in Angriff. Der vorgeschlagene Verfassungsentwurf brachte für die politischen Kreise um Gutzwiller jedoch nicht die geforderte Gleichheit mit der Stadt, da die Vertretung der bevölkerungsmässig doppelt so grossen Landschaft im Grossen Rat weiterhin nicht repräsentativ gewesen wäre. Um ihrer Forderung Nachdruck zu verleihen, organisierte die Landschaft am 4. Januar 1831 in Liestal eine «Landsgemeinde» mit 2000 bis 3000 Personen, nach dem direktdemokratischen Vorbild der Schweizer Landsgemeindekantone und den sogenannten Volkstagen in anderen Kantonen. Sie forderten die Repräsentation im Grossen Rat nach der Volkszahl, die Gleichheit aller politischen und bürgerlichen Rechte, einen vom Volk gewählten Verfassungsrat und eine Volksabstimmung über die revidierte Verfassung. Mit der Wahl einer provisorischen Regierung am 6. Januar in Liestal folgte der erste revolutionäre Akt der Landschaft. Die städtische Regierung in Basel reagierte auf den Aufruhr mit der militärischen Besetzung von Binningen, Allschwil und Liestal. Die provisorische Regierung floh nach Aarau.
Der Grosse Rat verabschiedete am 12. Februar 1831 die revidierte Verfassung mit den Bestimmungen zur direkten Wahl des Grossen Rates, dem Zensus, der Vorrechte der Hauptstadt, der Erwerbsfreiheit sowie der Bestimmung, dass zur Annahme der Verfassung die Mehrheit von Stadt und Land nötig seien. Diese gemässigt liberale Verfassung wurde am 28. Februar von der Mehrheit der Stadt- und Landbürger angenommen. Als einige Monate später die provisorische Regierung einen Tagesbefehl erliess, der die Landschaft vom Gehorsam gegenüber der städtischen Regierung entband, liess diese erneut Truppen gegen Liestal einrücken. Die Tagsatzung reagierte auf diesen zweiten Aufstand der Landschaft mit der Besetzung der Basler Landschaft durch eidgenössisches Militär und der Aufforderung an die Stadt, der Landschaft entgegenzukommen. Bei der von der städtischen Obrigkeit angeordneten Abstimmung über den Verbleib der Landschaft bei der Stadt sprach sich am 23. November 1831 eine Mehrheit der Landschaft gegen eine Trennung von der Stadt aus. Allerdings folgte fast die Hälfte der Stimmberechtigten einem Boykottaufruf der Aufständischen.
In 46 Gemeinden kam keine zustimmende absolute Mehrheit zustande, was der Grosse Rat als Misstrauensvotum interpretierte. Wie zuvor angekündigt, beschloss er am 22. Februar 1832, den widerstrebenden Gemeinden per 15. März die öffentliche Verwaltung zu entziehen, sollten sie sich nicht nachträglich durch Mehrheitsbeschluss eindeutig zum Kanton Basel bekennen. In der Folge erklärte am 17. März eine Volksversammlung in Liestal die 46 «bestraften» Gemeinden für souverän. Sie legte damit den Grundstein für den neuen Kanton Basel-Landschaft. Der Beschluss stützte sich auf die Definition der Volkssouveränität in Jean-Jacques Rousseaus Contrat social von 1762.

### Einführung des Vetos mit der ersten Verfassung

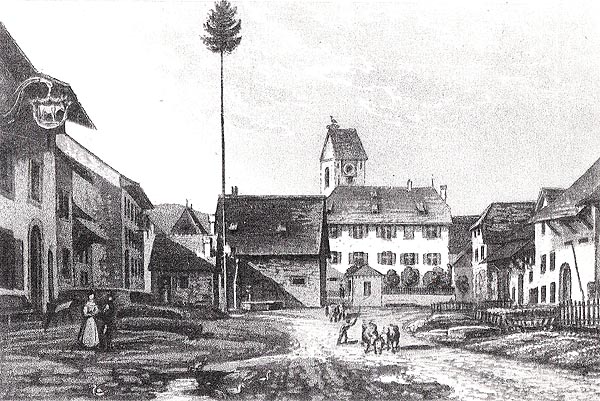
Freiheitsbaum in Pratteln 1833

Der von der Landschaft gewählte Verfassungsrat begann eine Verfassung für Basel-Landschaft auszuarbeiten und rief die Bevölkerung dazu auf, Vorschläge mittels Petitionen einzureichen. Der Vorschlag nach einer einzigen zentralen Landsgemeinde, welche die legislativen Geschäfte hätte abwickeln sollen, wurde im Verfassungsrat verworfen, weil man befürchtete, die Stadt könnte diese für einen Wiederanschluss beeinflussen, womit die erkämpfte Selbständigkeit verloren ginge. Weitere Vorschläge betrafen die Konkretisierung der Volkssouveränität insbesondere mittels des Vetos, dem Recht der Bürger, Gesetze anzunehmen oder zu verwerfen. Mehrere Petitionäre bezogen sich dabei auf das Vorbild des Vetos im Kanton St. Gallen. Die Kommission legte aufgrund der Eingaben folgenden Grundsatz für die Volkssouveränität fest: «Wenn der Begriff der Volkssouveränität in seiner ursprünglichen Klarheit gelten soll, so muss auch das Volk als die höchste Behörde im Staate gelten.» Die Liberalen, wie Gutzwiller und seine Anhänger, wollten am Repräsentativsystem festhalten, sahen das Veto als gefährlich an und wollten dem Volk keine Gesetzgebungskompetenz geben. Die andere Hälfte des Verfassungsrates, die Radikalen, traten für mehr direkte Demokratie ein.
An der entscheidenden Sitzung des Verfassungsrates vom 27. April 1832, war eine Mehrheit für das Veto. Der Verfassungsrat hatte erkannt – wie ein Jahr zuvor im Kanton St. Gallen –, dass ein Gesetz auch nach der Schlussabstimmung im Landrat auf Widerstand im Volk stossen konnte. Das Prinzip der Volkssouveränität verlangte eine demokratische Anpassung des Repräsentationssystems mit weitreichenden Folgen für die politische Kultur. Das Veto wurde anders als in St. Gallen ausgestaltet, war aber ebenfalls mit hohen Hürden (Quorum von zwei Dritteln des souveränen Volkes) versehen. Die Verfassung, die neben dem Gesetzesveto die Gewaltentrennung und das allgemeine Wahlrecht für Männer über 20 Jahre enthielt, wurde am 4. Mai von den Stimmberechtigten deutlich angenommen. Diese Souveränitätserklärung liess den Konflikt mit der Stadt eskalieren. Der neue Kanton Baselland konnte seine Unabhängigkeit nach blutigen Zusammenstössen mit städtischen Truppen und dem entscheidenden Sieg in der Schlacht an der Hülftenschanz am 3. August 1833 jedoch behaupten. Drei Wochen später, am 26. August, besiegelte die eidgenössische Tagsatzung die Basler Kantonstrennung unter dem Vorbehalt der freiwilligen Wiedervereinigung.

### Die Vetopraxis zwischen «Ordnung» und «Bewegung»
Das Verfahren für das Veto war in der ersten Verfassung nicht genau definiert. Es gab einzig die Möglichkeit, innerhalb von 14 Tagen nach der Publikation einer Gesetzgebung durch begründete Zuschriften an den Landrat Einspruch zu erheben. Allerdings führte die kurze Frist dazu, dass ein Veto relativ hohe Hürden zu überwinden hatte. Ausserdem war bisweilen unklar, was genau unter «Gesetzgebung» zu verstehen sei. In der Praxis kam es deshalb immer wieder vor, dass sich Vetobewegungen gegen einfache Verordnungen richteten. Die Hürden für das Veto wurden 1838 mit der teilrevidierten Verfassung gesenkt. Anstelle der Rigiditätsperiode für Verfassungsänderungen von sechs Jahren genügte nun das absolute Mehr der Stimmberechtigten an offenen Gemeindeversammlungen. Mit der neuen Verfassung von 1850 erfolgte ein weiterer Abbau der Hürden, indem man den Umfang des Vetos erweiterte und die Einspruchsfrist verlängerte. Sie schränkte auch die sehr weit gefasst Gemeindeautonomie ein und löste in der Regierung das Kollegial- durch das Direktorialsystem ab.
Im neuen Kanton gab es noch keine eigentlichen Parteien, sondern zwei politische Bewegungen. Die «Ordnungsbewegung» unter Stephan Gutzwiller vertrat das Repräsentationsprinzip. Sie versuchte nach der Kantonsgründung die Revolution zu stabilisieren und einer gewissen Ordnung zum Durchbruch zu verhelfen. Die «Bewegungsleute» um Emil Remigius Frey, Mitglied der provisorischen Regierung und Verfassungsrat, traten aus jakobinisch-frühsozialistischer Überzeugung für weiter gehende Volksrechte und das Veto ein, das schliesslich in der Verfassung verankert wurde. Neu gegründete Zeitungen und die in der Helvetik errungene Pressefreiheit ermöglichten die Verbreitung ihrer politischen Anliegen in der Öffentlichkeit. Trotz aller Hürden wurde das Vetorecht im Kanton Baselland am konsequentesten durchgeführt. Das Verfahren zerfiel nicht nacheinander in ein Begehren und eine Abstimmung wie in den Kantonen St. Gallen und Luzern, sondern bestand aus der rein durchgeführten Einspruchserklärung der Opponenten. Es war gleichzeitig Vetoinitiative und Vetoabstimmung. Bis 1862 gab es bei etwa 200 Erlassen 14 Vetobewegungen, wovon nur vier von der Aktivbürgerschaft verworfen wurden. So konnte sich zum Beispiel das Veto gegen das diskriminierende Judengesetz von 1851 nicht durchsetzen.

### Einführung des obligatorischen Referendums

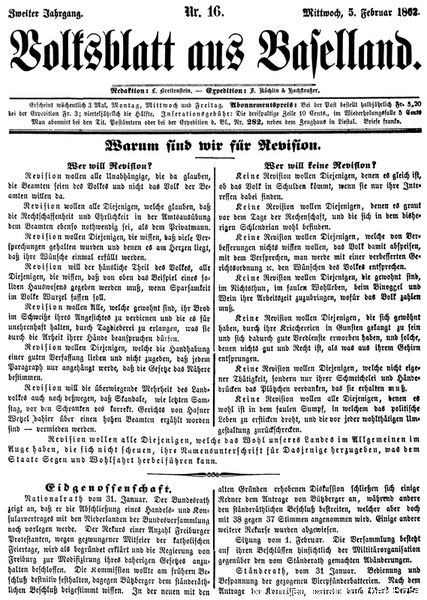
Volksblatt aus Baselland vom 5. Februar 1862: Warum sind wir für Revision

Eine Volksbewegung um Christoph Rolle wollte 1861 das direktdemokratische System mit einer Verfassungsrevision verbessern, indem das mühselige Vetoverfahren abgelöst und künftig alle Gesetze im Sinne eines Referendums obligatorisch den Stimmberechtigten zur Annahme oder Ablehnung vorgelegt werden sollte. Er wandte sich damit gegen die herrschenden Liberalen der, fand aber Unterstützung bei Emil Remigius Frey und dessen Anhängern. 52 % der Stimmberechtigten unterschrieben eine von Rolle lancierte Unterschriftensammlung für die Verfassungsrevision.
1862 wählten die Baselbieter einen Verfassungsrat, der nach zehn Sitzungen eine Vorlage verabschiedete. Sie berücksichtigte die meisten vorgebrachten Wünsche, beispielsweise die Volkswahl von Regierungsräten, Bezirks- und Gemeindebeamten, das obligatorische Gesetzesreferendum und das Recht auf Abberufung des Landrats. Es folgte ein erbittert geführter Abstimmungskampf zwischen Befürwortern und Gegnern der neuen Verfassung, auch «Revi» und «Anti» genannt. 51 % der Stimmenden lehnten am 2. November die Vorlage ab. Den Ausschlag gaben die Katholiken im Birseck, die ihre Sonderanliegen nicht berücksichtigt sahen. Trotz der Niederlage gaben die «Revi» nicht auf und liessen Ende Dezember einen neuen Verfassungsrat wählen. Sie erlangten die Mehrheit und gingen bei den Beratungen keinerlei Kompromisse mit den unterlegenen «Anti» mehr ein, sodass letztere die weitere Arbeit boykottierten. Die neue Verfassung war nun ganz im Sinne der «Revi» formuliert und wurde am 22. März 1863 vom Volk angenommen. Sie enthielt alle Neuerungen, die bereits ein Jahr zuvor vorgeschlagen worden waren; hinzu kamen die Verfassungs- und die Gesetzesinitiative. Damit besass die Bevölkerung des Kantons Basel-Landschaft eine Kontrollmöglichkeit gegenüber der Exekutive (Regierung) und der Legislative (Landrat) wie in keinem anderen Kanton der Schweiz.
Ein Paragraph schrieb vor, dass das Volk nach zwölf Jahren darüber abstimmen musste, ob die Verfassung überarbeitet werden solle. Allerdings fand sich sowohl 1875 als auch 1876 keine Mehrheit dafür. 1887 legte eine Versammlung prominenter Bürger ein Programm für die Verfassungsrevision vor. Beispielsweise sollte die Kantonsverfassung mit dem Bundesrecht in Einklang gebracht, die Teilnahmequoten für Abstimmungen und Wahlen gestrichen, das Initiativrecht präzisiert und eine progressive Steuer eingeführt werden. Ausserdem sollte der Kanton zu grösseren finanziellen Leistungen an das Schulwesen verpflichtet werden, um die Gemeinden zu entlasten. Der im selben Jahr gewählte Verfassungsrat machte sich sogleich an die Arbeit. Doch am 20. Januar 1889 lehnten die Stimmberechtigten den ersten Entwurf ab, am 31. März desselben Jahres auch den zweiten. Schliesslich lehnten sie es am 26. Mai ab, einen dritten Entwurf ausarbeiten zu lassen.

### Verfassungsrevisionen von 1892 und 1984
Zwei Jahre später wagten Regierung und Landrat einen neuen Versuch, da sie vor allem die Steuerfrage geklärt wissen wollten. Nachdem das Volk am 18. Oktober 1891 seine Zustimmung gegeben hatte, beriet ein neuer Verfassungsrat einen Entwurf. Über diesen musste am 22. Mai 1892 abgestimmt werden, dabei resultierte eine deutliche Ja-Mehrheit von 64 %. Nur in den Bezirken Liestal und Sissach hatten die Gegner eine Mehrheit hinter sich. Die neue Verfassung behielt die bisherigen direktdemokratischen Errungenschaften bei, während das Finanzreferendum neu hinzukam und das Beteiligungsquorum für Abstimmungen und Wahlen gestrichen wurde. Unter dem Titel Volkswirtschaftspflege erhielt der Kanton zusätzliche Aufgaben. Sie waren zwar noch bescheiden, bildeten aber den Grundstein seiner späteren Sozial- und Wirtschaftspolitik.
Die Verfassung von 1892 erwies sich als sehr beständig und wurde über 20 Mal ergänzt. Die wichtigste Änderung war wohl 1967 die Einführung des Frauenstimmrechts. Nach über acht Jahrzehnten wuchs jedoch zunehmend der Wunsch nach einem überarbeiteten und modernen Werk. Das Volk wählte am 23. September 1979 einen Verfassungsrat, der am 16. Januar 1980 zu seiner konstituierenden Sitzung zusammentrat. Nach 32 Plenarsitzungen und 188 Kommissionssitzungen schloss der Rat vier Jahre später seine Arbeit ab und stellte die neue Verfassung vor. Sie sah eine nochmalige Erweiterung der Volksrechte durch das Planungsreferendum, die Einheitsinitiative und die Einführung des Ombudsmannes vor. Die Abstimmung fand am 4. November 1984 bei einer sehr geringen Stimmbeteiligung von 22 % statt. Das Ergebnis fiel äusserst knapp aus: 50,4 % der Abstimmenden nahmen die Verfassung an, wobei der Bezirk Arlesheim die drei übrigen Bezirke überstimmte.